# Muid

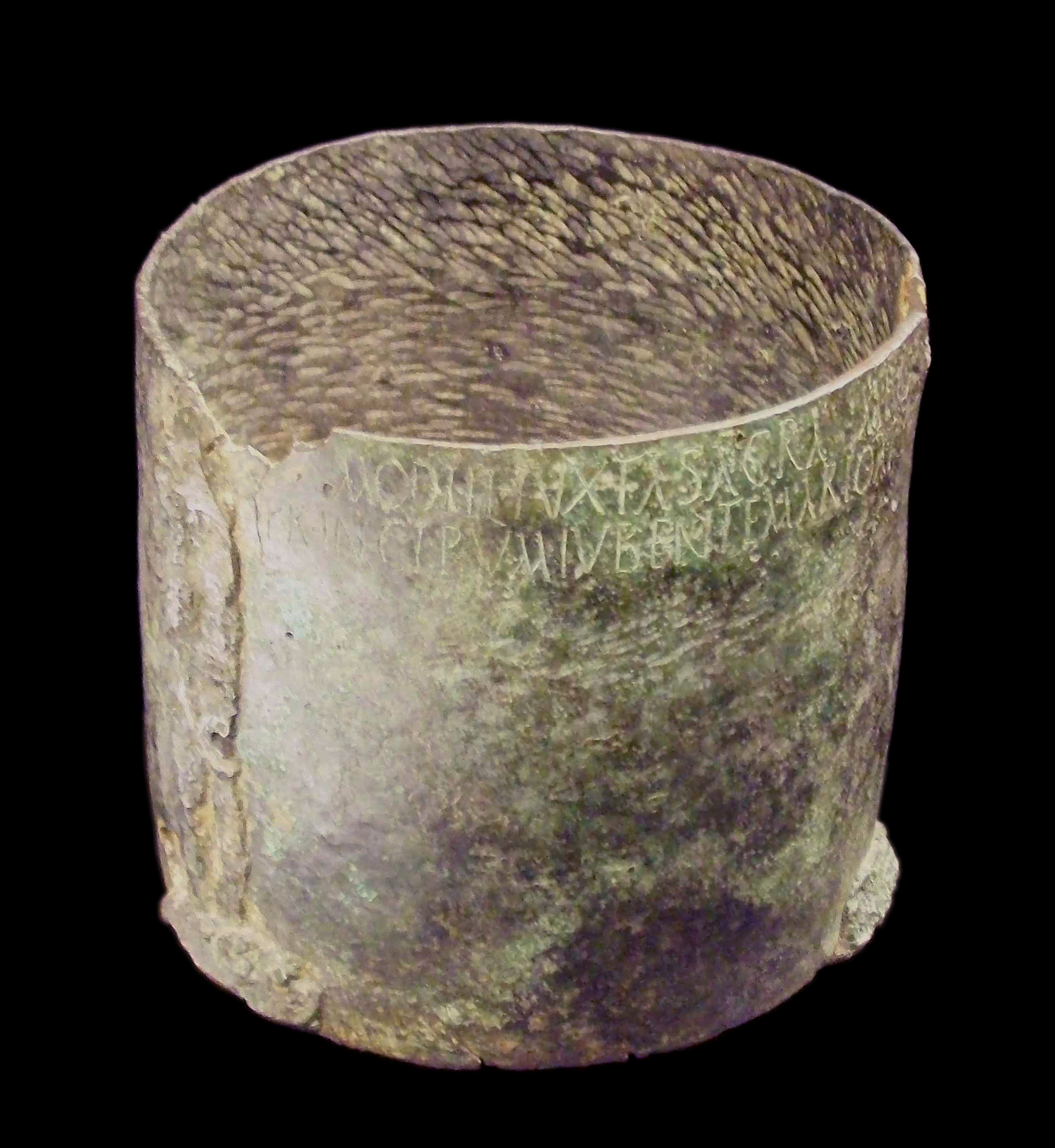
Muid de Ponte Puñide.

Le muid (prononcé /mɥi/, avec -d final muet), du latin modius, « mesure [principale] » est une ancienne mesure de capacité pour les grains et autres matières sèches et également pour les liquides. Au XVIIIe siècle, il est parfois écrit mui ou muy et, concernant les matières sèches, il ne désigne pas un récipient d'une taille particulière mais est un ratio d'autres mesures comme le setier, la mine, le minot, le boisseau. Ce ratio varie selon les régions et la nature des marchandises à mesurer.
Concernant les liquides, et en particulier les vins et alcools, le muid est une des neuf tailles de futaille employées en France pour les stocker.

## Muid de matières sèches

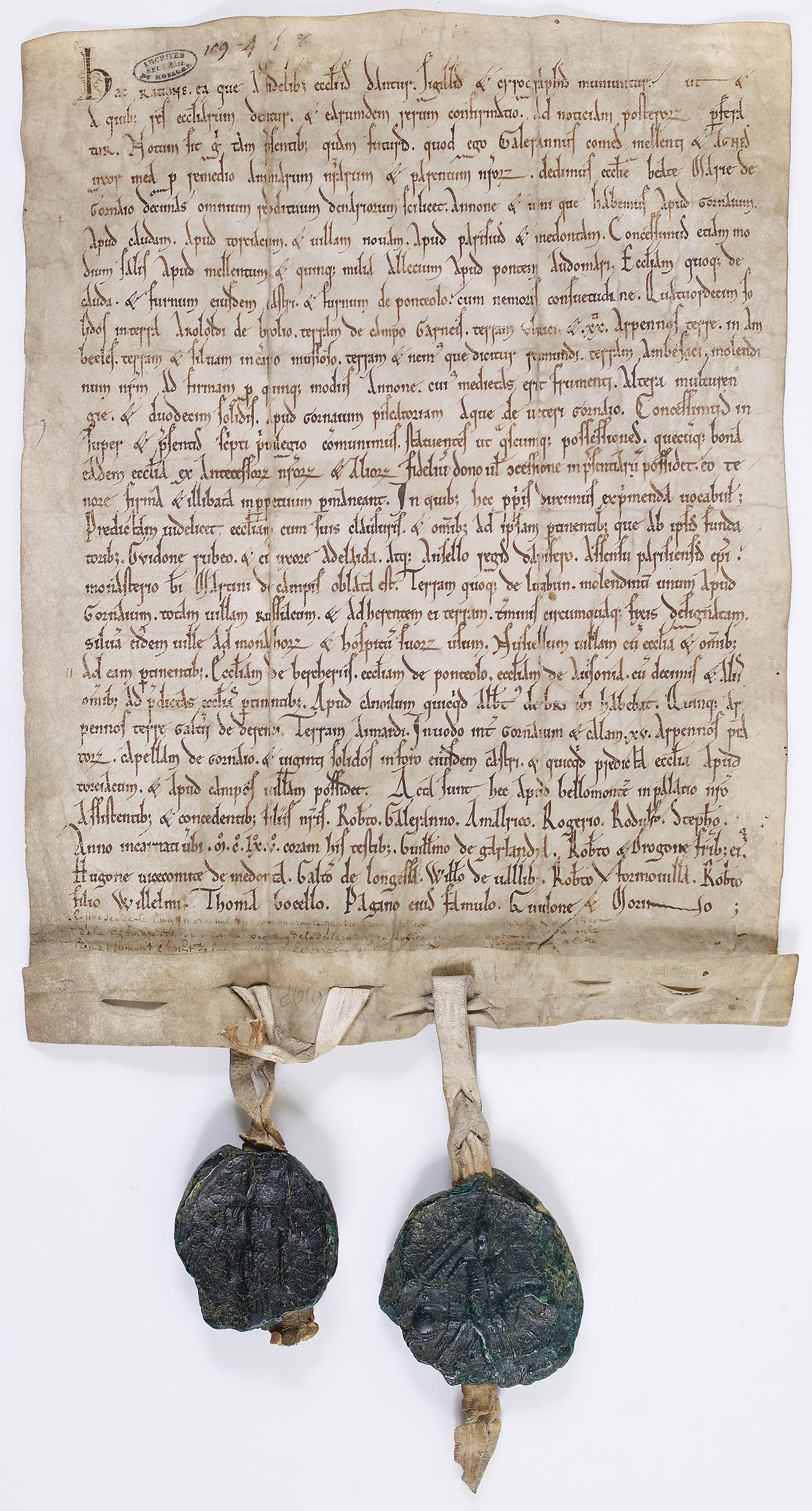
Galeran comte de Meulan donne au prieuré Notre-Dame de Gournay un muid de sel à prendre à Meulan et cinq mille harengs à prendre à Pont-Audemer. Beaumont, 1165. Archives nationales de France.

- Le muid de Paris (XVIIIe siècle) valait 12 setiers de 12 boisseaux de 640 pouces cubes, soit 1,824 m3. Toujours à Paris, le muid contenait 24 mines ; la mine contenait 2 minots ; le minot contenait 3 boisseaux ; le boisseau contenait 4 quarts ; le quart contenait 4 litrons ; et le litron mesurait 36 pouces³[2].
- Le muid d’avoine contenait un peu plus de 3,7 m3. Il faisait le double du muid de blé, bien que tous deux continssent 12 setiers ; mais le setier d'avoine faisait 24 boisseaux (avec 24 mines par muid, 2 minots par mine et 6 boisseaux par minot), alors que celui de blé n'en contenait que 12. Chaque boisseau faisait 4 picotins, chaque picotin mesurait 2 demi-quarts ou 4 litrons[2].
- Le muid de sel équivalait à un peu plus de 2,4 m3, avec 24 mines par muid, 2 minots par mine, 4 boisseaux par minot ; en Lorraine, 0,528 77 m3 (seize vaxels font un muid).
- Le muid de charbon de bois valait 4,1 m3, avec 20 mines par muid, 2 minots par mine, 8 boisseaux par minot[2].
- Début XIXe siècle, mesure qui, pour la chaux, contient six futailles ou pièces de deux cent quarante pintes, et, pour le plâtre, trente-six sacs de chacun deux boisseaux[3].
- Au XVIIIe siècle, le muid de Rouen contenait aussi 12 setiers (de Rouen), mais 14 setiers de Paris. Il pesait 3 360 livres poids de marc. Quatre muids de Rouen équivalaient à 3 lasts d'Amsterdam. Six setiers faisaient 10 muddes ou 1 muid 1/3, soit 1 last d'Amsterdam[2].
- Selon l'inventaire de 1155 à Cluny (dans le Mâconnais), un muid vaut 9 setiers;
- Le muid de Reims valait 16 setiers[4].
- Au XVIIIe siècle, le muid d'Orléans pesait 600 livres, soit 12 mines ; il équivalait à 2 setiers 1/2 de Paris, ou 5 boisseaux de Bordeaux, ou 3 muddes 1/2 d'Amsterdam[2].
- Le muid du Berry faisait 21 boisseaux, donc 16 boisseaux pour un setier[2].
- Le muid (ou 12 setiers) de Paris faisait 18 muddes d'Amsterdam, et 19 setiers faisaient un last[2].

### Muid superficie
Le muid correspond également à la surface d'une pièce de terre que l'on peut ensemencer avec un muid de grain. Il était dit : "un muid de terre". De ce fait, de nombreux lieux-dits portent ce nom, souvent avec un multiple ou un qualificatif : Les Trois Muids, Le Petit Muid.

### Anecdote
« 26 février 1709 - Sur les dix heures du soir, il parut à Versailles un phénomène fort extraordinaire ; c'étoit comme un feu de la grosseur d'un muid, qu'on vit tomber jusqu'à terre en deux ou trois endroits de
la ville, et même assez près du château, et il en avoit paru un presque semblable trois semaines auparavant, ce qu'on attribuoit au froid excessif. »

— Comte de Cosnac & Edouard Pontal,   Mémoires du marquis de Sourches sur le règne de Louis XIV.

## Muid de liquides
Pour les liquides, le muid est une futaille de taille variant selon les régions. Il se divise en demi-muids ou feuillettes, quarts de muids ou quarteaux, et demi-quarts ou huitièmes de muid. Au XVIIIe siècle, il contient 36 setiers. Aux XIIIe et XIVe siècles, les valeurs étaient différentes et le muid parisien valait environ 130 litres.
Henri IV décida vers 1590 que le muid de vin serait de 200 pintes de Saint-Denis ou 300 pintes de Paris (soit environ 280 litres).
À Paris, il correspondait à 268,220 litres (huit pieds cubes). Au XVIIIe siècle, un muid de Paris comprenait 36 setiers, chacun comprenant 8 pintes.
En province, sa contenance variait de 270 à 700 litres.
- En Normandie, le muid (parfois orthographié "Muids") valait 150 pots, soit 300 litres. Au milieu du XIXe siècle, les petites futailles normandes, utilisées pour le cidre, ont été alignées sur la nouvelle contenance des tonneaux de vin, pour descendre à 120 pots (240 litres)[10].
- À Lunel (Languedoc), le muid de liquides était de 700 litres[11].
- À Besançon (Franche-Comté), il était de 272,41 litres.
- À Reims, en Champagne, le muid valait 16 setiers = 64 pots = 128 pintes = 1 282 litres[12] au XIVe siècle. Le muid faisait 17 setiers et à raige (après remuage) il en faisait 16 ; après la vendange et jusqu'à la Saint-Martin il en valait 18.[réf. souhaitée]
- Au XVIIIe siècle, un muid et 1⁄3, soit 4⁄3 de muid, font une queue de Champagne (soit 2⁄3 de muid pour une demi-queue) ; le tiers de muid y fait un quarto. À Orléans, Blois, Nuys (Nuits-Saint-Georges), Dijon et Mâcon, un muid 1⁄2 fait une queue (soit 3⁄4 de muid pour une demi-queue) ; elle est équivalente à une pipe d'Anjou[2] ou douze pougniettes touloises.